# Mario Maj
Mario Maj (Napoli, 20 giugno 1953) è uno psichiatra italiano.

## Biografia
Mario Maj è uno psichiatra e un professore italiano che è stato Presidente della Società Mondiale di Psichiatria (2008-2011) e della Società Europea di Psichiatria (2003-2004). Egli è il fondatore e l’Editor di World Psychiatry, la rivista ufficiale della Società Mondiale di Psichiatria, che ha un impact factor per il 2022 di 73.3. Essa è n. 1 su 155 riviste nella categoria Psichiatria e n. 1 su 144 riviste nel Social Science Citation Index (SSCI).
Mario Maj è stato Coordinatore del Gruppo di Lavoro sui Disturbi dell’Umore e d’Ansia e membro dell’International Advisory Board per il capitolo sui disturbi mentali della Classificazione Internazionale delle Malattie, 11ª edizione (ICD-11), ed è stato membro del Gruppo di Lavoro sui Disturbi dell’Umore per il Manuale Diagnostico e Statistico dei Disturbi Mentali dell’Associazione Americana di Psichiatria (DSM-5).
Come ricercatore, Mario Maj è particolarmente noto per i suoi contributi nell'area del disturbo bipolare, tra cui la caratterizzazione clinica del rapid cycling, degli stati misti e della depressione psicotica,  e lo studio dei fattori che condizionano la risposta alla profilassi con i sali di litio. Ha anche pubblicato editoriali ampiamente citati sul concetto di comorbidità psichiatrica,  sui conflitti di interessi in psichiatria, e sui criteri diagnostici operativi del DSM-IV per la schizofrenia.